# Etilenodiamina
Etilenodiamina é o composto químico com a fórmula C2H4(NH2)2.  Este líquido incolor com um cheiro similar ao de amônia é uma amina fortemente básica. É um bloco de construção largamente utilizado em síntese química, com aproximadamente 500.000 toneladas produzidas em 1998.

## Síntese
Etilenodiamina é fabricada por reagir-se amônia e 1,2-dicloroetano. A reação produz a mistura de etilenodiamina e as poliaminas lineares. Uma equação simplificada poderia ser:
ClCH2CH2Cl  +  4 NH3  →  H2NCH2CH2NH2  +  2 NH4Cl

## Aplicações
Etilenodiamina é usada em grandes quantidades para a produção de muitas substâncias na indústria química. Ela forma derivados com ácidos carboxílicos (incluindo ácidos graxos), nitrilas, álcoois (a elevadas temperaturas) agentes de alquilação, dissulfeto de carbono, aldeídos e cetonas. Por causa de sua natureza bifuncional, tendo duas aminas, facilmente forma compostos heterocíclicos, tais como Imidazolidinas.

### Precursor de agentes de quelação
O mais proeminente derivado da etilenodiamina é o agente quelante EDTA (etilenodiaminotetraacetato ou ácido etilenodiamino tetra-acético), o qual é derivado da etilenodiamina via a Síntese de Strecker envolvendo cianeto e formaldeído. Hidroxietilenodiamina é outro agente quelante comercialmente significativo. Os Ligantes salen, derivados da condensação de salicilaldeídos e etilenodiamina, são agentes quelantes populares na pesquisa laboratorial embora não comercialmente significativos.

### Precursor de fármacos e agroquímicos
A etilenodiamina é utilizada em diversos compostos bioativos e medicamentos contendo ligações N-CH2-CH2-N, incluindo alguns anti-histamínicos. Sais de etilenobis(ditiocarbamato), comercialmente utilizados como fungicidas sob os nomes de Maneb, Zineb e Metiram, também são derivados da etilenodiamina.

### Aplicações em polímeros
Devido aos dois grupamentos amina presentes em sua estrutura, a etilenodiamina é amplamente utilizada como precursor de diversos polímeros, como as fibras de poliuretano.